# 菲涅耳數

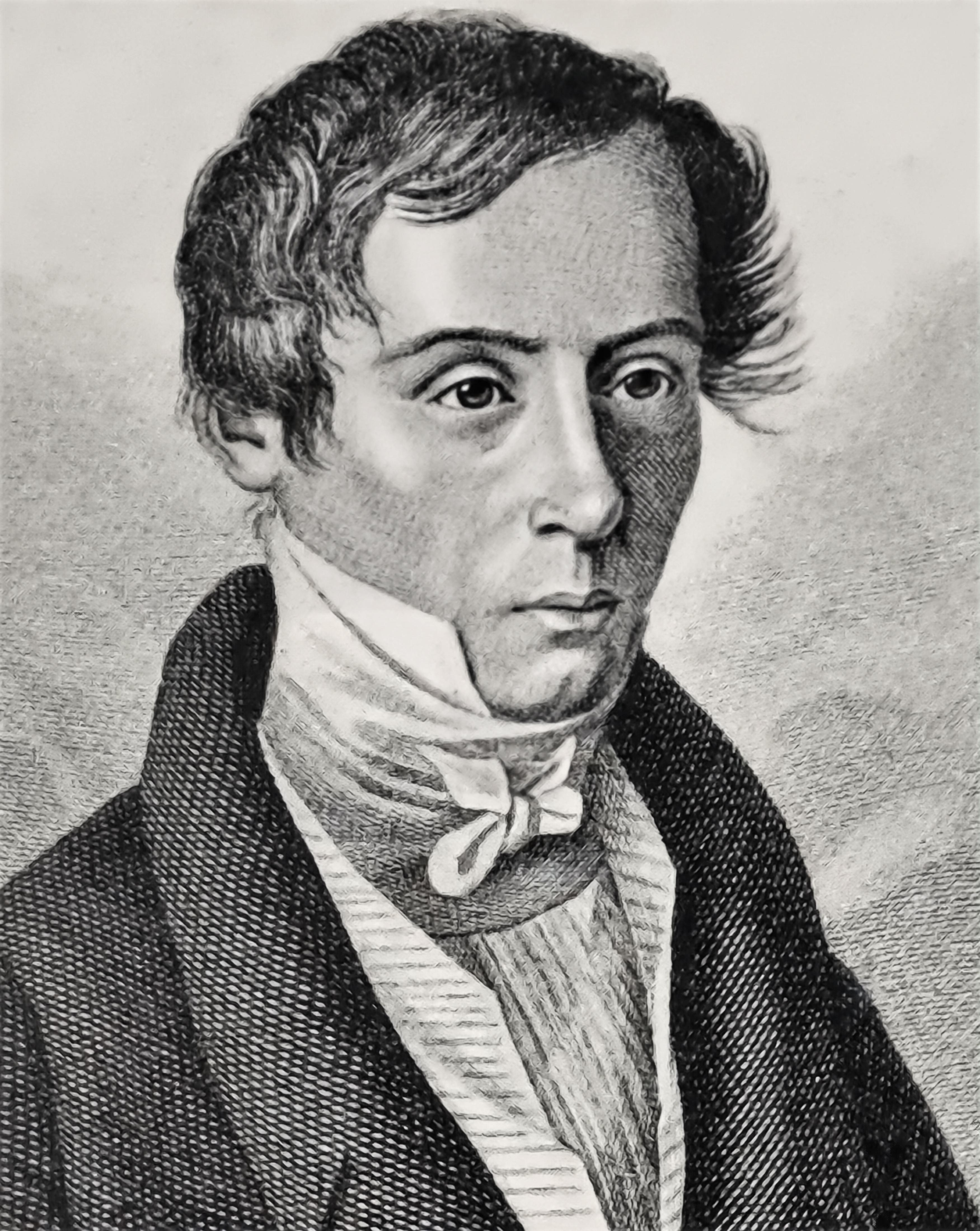
奥古斯丁·菲涅耳

在光學裏，菲涅耳數（Fresnel number）是一個時常出現於衍射理論的無量綱量。菲涅耳數是因法國物理學者奧古斯丁·菲涅耳而命名。
假設，從光波源發射出的光波，照射於具有一個孔徑的不透明擋板。在擋板的後面，設有展示干涉圖樣的觀察屏。對於這光學系統，菲涅耳數 {\displaystyle F} 定義為
{\displaystyle F\ {\stackrel {def}{=}}\ {\frac {a^{2}}{L\lambda }}} ；
其中，{\displaystyle a} 是孔徑的尺寸（例如半徑），{\displaystyle L} 是孔徑與觀察屏之間的距離，{\displaystyle \lambda } 是入射光波的波長。
依照 {\displaystyle F} 數值的不同，衍射理論可以分為兩種特別案例：
- 夫琅禾费衍射：{\displaystyle F\ll 1} 。
- 菲涅耳衍射：{\displaystyle F\gtrsim 1} 。

假設 {\displaystyle F\gg 1} ，則可以應用幾何光學的理論。

## 雷射
菲涅耳數可以用來描述雷射的操作性質。在這裏{\displaystyle L} 是共振腔長度。由於共振腔越狹窄，高階模的光束越容易因被共振腔的腔壁吸收而衰減，所以，菲涅耳數較低的雷射比較容易產生低階模的光束。

## 參閱
- 菲涅耳積分
- 菲涅耳區（Fresnel zone）
- 夫琅禾费距離（Fraunhofer distance）